# Natunaornis gigoura
Natunaornis gigoura (лат.) — вид ископаемых гигантских нелетающих птиц из семейства голубиных, единственный в составе рода Natunaornis. Являлся эндемиком архипелага Фиджи (Вити-Леву). Был размером немного меньше вымершего маврикийского дронта (додо, Raphus cucullatus). Останки Natunaornis gigoura были обнаружены в 1998 году и впервые описаны в 2001 году. Род Natunaornis был назван в честь старейшего вождя племени Volivoli из долины Sigatoka Valley, где были найдены останки птицы.